# Česká Metuje
Česká Metuje é uma comuna checa localizada na região de Hradec Králové, distrito de Náchod‎.